# Die Manns - Ein Jahrhundertroman
Die Manns – Ein Jahrhundertroman (br: Os Mann - Um Romance do Século) é um de telefilme alemão de 2001 dirigido por Heinrich Breloer.

## Enredo
O enredo conta a história da família Mann e serve de elemento de ligação entre imagens históricas, depoimentos de testemunhas e cenas interpretadas pelo elenco encabeçado por Armin Mueller-Stahl, no papel de Thomas Mann.

## Produção
Produzido na Alemanha, sob a direção de Heinrich Breloer, a minissérie foi co-produzido pela Bavaria Film, WDR, NDR, Arte, SRF e C-Films.

## Elenco
- Armin Mueller-Stahl ... Thomas Mann
- Jürgen Hentsch ... Heinrich Mann
- Monica Bleibtreu ... Katia Mann
- Sebastian Koch ... Klaus Mann
- Sophie Rois ... Erika Mann
- Veronica Ferres ... Nelly Kröger
- Stefanie Stappenbeck ... Monika Mann
- Philipp Hochmair ... Golo Mann
- Katharina Eckerfeld ... Elisabeth Mann Borgese
- Anne-Marie Blanc ... Hedwig Pringsheim
- Rudolf Wessely ... Alfred Pringsheim
- Hans-Michael Rehberg ... Giuseppe Antonio Borgese
- Andrea Sawatzki ... Pamela Wedekind
- Katharina Thalbach ... Therese Giehse
- Ludwig Blochberger ... Klaus Heuser
- Hildegard Schmahl ... Salka Viertel
- Norbert Schwientek ... Joseph Roth

## Prêmios
| Ano  | Prêmio                         | Categoria            | Indicado(a)                      | Resulto |
| ---- | ------------------------------ | -------------------- | -------------------------------- | ------- |
| 2002 | 30th International Emmy Awards | Telefilme/Minissérie | Die Manns – Ein Jahrhundertroman | Venceu  |